# The Hurt & The Healer
The Hurt & The Healer é o décimo álbum de estúdio da banda MercyMe, lançado em 2012.

## Conceito
Desde o início da produção deste álbum, a banda tem se sentido direcionada a lidar com pessoas em processo de cura – e daí então surgiu o nome do trabalho, que significa “O machucado e o curador”. Segundo Bart Millard, vocalista do MercyMe, o novo álbum é a celebração de um momento onde dois mundos colidem: a profunda necessidade de cura e a maneira como Deus a provê. As letras refletem não somente o encorajamento para pessoas em momentos difíceis mas também a força que Deus dá àqueles que estão em situações negativas de suas vidas.

## Faixas
1. "You Know Better" - 3:26
2. "You Don't Care At All" - 3:05
3. "The Hurt & The Healer" - 4:50
4. "To Whom It May Concern" - 3:36
5. "You Are I Am" - 4:20
6. "Take The Time" - 4:43 (Part. Bear Rinehart do Needtobreathe)
7. "Don't Give Up On Me" - 3:55
8. "Hold On" - 3:55
9. "Best Of Me" - 3:28
10. "The First Time" - 3:46